# Lijst van burgemeesters van Odijk
Dit is een lijst van burgemeesters van de Nederlandse gemeente Odijk vanaf de afsplitsing van Werkhoven in 1818 tot die gemeente in 1964 samen met Werkhoven opging in de gemeente Bunnik.
| Ambtsperiode | Naam burgemeester                               | Partij of stroming | Bijzonderheden |
| ------------ | ----------------------------------------------- | ------------------ | --- |
| 1818 - 1846  | Hermanus (H.) de Vriendt                        |                    | schout/burgemeester, tevens maire/schout/burgemeester van Werkhoven (1813-1846), in 1846 vanwege malversaties en valsheid in geschrifte uit ambt gezet en veroordeeld tot gevangenisstraf |
| 1847 - 1853  | mr. Carel Willem Emile Catharinus baron de Geer |                    | tevens burgemeester van Werkhoven (1846-1853), Rhijnauwen (1850-1853) en Bunnik (1850-1853)                                                                                               |
| 1853 - 1865  | IJsbrand (IJ.J.H.) de Kock (1826-1893)          |                    | tevens burgemeester van Rhijnauwen (tot opheffing in 1857), Bunnik en Werkhoven |
| 1865 - 1871  | C.H. Ruygrok                                    |                    | tevens burgemeester van Bunnik en Werkhoven |
| 1871 - 1887  | jhr. mr. F.H. de Pesters                        |                    | tevens burgemeester van Bunnik en Werkhoven |
| 1887 - 1899  | mr. G.C.D.R. baron van Hardenbroek (1859-1941)  |                    | tevens burgemeester van Bunnik en Werkhoven |
| 1899 - 1901  | H.E. van Bunnik                                 |                    | tevens burgemeester van Bunnik en Werkhoven |
| 1901 - 1936  | mr. Willem Jabes van Beeck Calkoen (1871-1945)  |                    | tevens burgemeester van Bunnik en Werkhoven |
| 1936 - 1941  | Eugène (E.A.M.J.) van de Weijer                 |                    | tevens burgemeester van Bunnik en Werkhoven en bovendien vanaf 1959 waarnemend burgemeester van Houten, Schalkwijk en Tull en 't Waal                                                     |
| 1942 - 1945  | A.H.Th. Nijland                                 |                    | tevens burgemeester van Bunnik en Werkhoven |
| 1945 - 1961  | Eugène (E.A.M.J.) van de Weijer                 |                    | tevens burgemeester van Bunnik en Werkhoven en bovendien vanaf 1959 waarnemend burgemeester van Houten, Schalkwijk en Tull en 't Waal                                                     |
| 1961 - 1964  | F.R.M. Meltzer                                  | KVP                | tevens burgemeester van Bunnik (1961-1979) en Werkhoven (1961-1964) |